# الصميطي (أسلم)

تعديل مصدري - تعديل

الصميطي هي إحدى قرى عزلة أسلم اليمن بمديرية أسلم التابعة لمحافظة حجة، بلغ تعداد سكانها 40 نسمة حسب تعداد اليمن لعام 2004.